# Chainlink
Chainlink ist ein dezentralisiertes Blockchainprojekt und eine Kryptowährung, die auf Ethereum aufbaut. Das Chainlink-Netzwerk wird verwendet, um die Übertragung von fälschungssicheren Daten aus Quellen außerhalb der Blockchain an Smart Contracts innerhalb der Blockchain zu erleichtern. Daher kann Chainlink verwendet werden, um zu überprüfen, ob die Parameter eines Smart Contracts auf eine Weise erfüllt werden, die unabhängig von den Beteiligten des Vertrags ist, indem der Vertrag direkt mit realen Daten, Ereignissen, Zahlungen und anderen Eingaben verbunden wird. Damit sollen Smart Contracts in der realen Welt erleichtert werden und das sogenannte Oracle-Problem gelöst werden.
Die Marktkapitalisierung der Währung lag im August 2021 bei 10,9 Milliarden US-Dollar.

## Chainlink Token
Der LINK-Token von Chainlink ist ein ERC677-Token, eine Erweiterung des ERC20. Token fungieren als Daten-Payloads, die die erforderlichen Daten aus Off-Chain-Quellen in Smart Contracts einspeisen, die dann als Reaktion auf die vom Token bereitgestellten Daten entsprechend handeln. Der von diesen Token abgeleitete Handelswert wird verwendet, um Knotenbetreiber für das Abrufen von Daten aus Smart Contracts zu bezahlen, und auch für Einzahlungen, die von Knotenbetreibern gemäß den Anforderungen der Vertragsersteller getätigt werden. Token können in jeder ERC20-Wallet gespeichert werden, da der ERC677-Token alle Funktionen eines ERC20-Tokens beibehält.

## Geschichte
Das erste Chainlink-Whitepaper, ChainLink: A Decentralized Oracle Network, wurde am 4. September 2017 veröffentlicht und beschrieb die Lösung des Projekts für das Blockchain-Orakel-Problem. Die Autoren waren Sergey Nazarov, Steve Ellis und Dr. Ari Juels.
Im Jahr 2020 nutzte die Onlineenzyklopädie Everipedia einen Chainlink-Knoten, um die Daten der Associated Press zu den Ergebnissen der Präsidentschaftswahl in den Vereinigten Staaten 2020 sicher zu veröffentlichen.
Im April 2021 veröffentlichte Chainlink eine Version 2.0 seines Whitepapers, in dem neue Fähigkeiten des Chainlink-Netzwerks beschrieben wurden, darunter Off-Chain-Berechnungen, kryptoökonomisches Staking und Funktionen zur Wahrung der Privatsphäre.